# Кабрера, Матиас
Мати́ас Ху́лио Кабре́ра Асеве́до (исп. Matías Julio Cabrera Acevedo; род. 16 мая 1986, Монтевидео) — уругвайский футболист, атакующий полузащитник клуба «Серро».

## Биография
Кабрера начал профессиональную карьеру в клубе «Эль Танке Сислей», в составе которого в 2005 году он дебютировал в уругвайской Примере. В 2006 году Матиас перешёл в «Серро», в котором провёл три следующих сезона. Летом 2009 года Кабрера подписал контракт с клубом «Насьональ». 22 августа в матче против «Серро-Ларго» он дебютировал за новую команду. 13 сентября в поединке против «Дефенсор Спортинг» Матиас забил свой первый гол за «Насьональ». В составе клубе он дважды стал чемпионом Уругвая. В начале 2013 года Кабрерар перешёл в итальянский «Кальяри». Сумма трансфера составила 1,5 млн евро. 17 февраля в матче против «Пескары» он дебютировал в итальянской Серии A. 25 августа в поединке против «Аталанты» Матиас забил свой первый гол за «Кальяри».
Летом 2014 года Кабрера перешёл в португальский «Эшторил-Прая». 27 сентября в матче против столичной «Бенфики» он дебютировал в Сангриш лиге. 13 января 2015 года в поединке Кубок Португалии против «Жил Висенте» Матиас забил свой первый гол за «Эшторил-Прая».
Летом 2015 года Кабрера вернулся в «Насьональ». За год он принял участие всего в 7 матчах. Летом 2016 года Матиас перешёл в «Дефенсор Спортинг». 31 августа в матче против «Бостон Ривер» он дебютировал за новую команду. В этом же поединке Кабрера забил свой первый гол за «Дефенсор Спортинг». 31 мая 2017 года в матче Южноамериканского кубка против эквадорского ЛДУ Кито он отметился забитым мячом. 18 апреля 2018 года в поединке Кубка Либертадорес против венесуэльского «Монагас» Матиас забил гол.
Летом 2018 года Кабрера перешёл в колумбийский «Депортиво Кали». 19 июля в поединке Южноамериканского кубка против боливийского «Боливара» он дебютировал за новый клуб. В этом же поединке Матиас забил свой первый гол за «Депортиво Кали». 22 июля в матче против «Энвигадо» он дебютировал в Кубке Мустанга.

## Титулы и достижения
- Чемпион Уругвая (2): 2010/11, 2011/12
- Финалист Кубка Колумбии: 2019